# Касси дель Исла
Касси дель Исла (фр. Cassie Del Isla; род. 27 апреля 1991 года на Реюньоне, Франция) — французская порноактриса.

## Карьера
Родилась на острове Реюньон (заморский регион Франции), позже переехала на материковую Францию. Работала в McDonald’s и в одной из компаний, чья деятельность была связана с авиастроением. В поисках дополнительного заработка Касси в 2013 году устроилась в стриптиз-клуб в Тулузе, владельцем которого был Дориан дель Исла (фр. Dorian Del Isla), бывший десантник Вооружённых сил Франции. Пара поженилась в 2015 году в Бордо, в котором вырос Дориан. В 2016 году друг Дориана, порнорежиссёр и бывший актёр Тристан Сигал (англ. Tristan Seagal), предложил супругам съёмки в порносценах для компании Jacquie et Michel. Дебютная сцена с участием супругов была выпущена 21 января 2016 года.
Помимо Jacquie et Michel, Касси также снимается для студий 21Sextury, DDFNetwork, LegalPorno, MetArt, Video Marc Dorcel и многих других, принимая участие в сценах традиционного, лесбийского, анального секса и двойного проникновения.
С ноября 2018 года по ноябрь 2021 года четыре раза была номинирована на премию AVN Awards в категории «Лучшая иностранная исполнительница года».
Летом 2020 года Касси вместе со своим мужем дебютировала в режиссуре, сняв для Jacquie et Michel фильм под названием Ibiza.
По данным сайта IAFD на май 2022 года, Касси снялась в более чем 200 порносценах и фильмах.
До 2022 года интересы супругов Исла в США представляло агентство LA Direct Models. С 2022 года Касси представляет Motley Models, а Дориана — Adult Talent Managers (ATMLA).

## Награды и номинации
| Год  | Награда            | Результат | Категория | Фильм                           |
| ---- | ------------------ | --------- | --- | ------------------------------- |
| 2018 | XBIZ Europa Award  | Номинация | Лучшая сцена секса — лесбийский фильм (вместе с Дороти Блэк и Рэд Фокс)                                             | Madame Eva and Her Girls        |
| 2019 | AVN Award          | Номинация | Иностранная исполнительница года                                                                                    | н/д                             |
| 2019 | AVN Award          | Номинация | Лучшая анальная сцена в иностранном фильме (вместе с Люком Харди)                                                   | Military Misconduct             |
| 2019 | AVN Award          | Номинация | Лучшая лесбийская сцена в иностранном фильме (вместе с Валентиной Риччи)                                            | Military Misconduct             |
| 2020 | AVN Award          | Номинация | Иностранная исполнительница года                                                                                    | н/д                             |
| 2020 | AVN Award          | Номинация | Лучшая сцена группового секса в иностранном фильме (вместе с Анни Авророй, Валентиной Наппи и Рики Манчини)         | The Flight Attendants           |
| 2020 | XBIZ Europa Award  | Номинация | Лучшая сцена секса — гламкор (вместе с Эмилио Арданой)                                                              | 5 PM                            |
| 2021 | AVN Award          | Номинация | Иностранная исполнительница года                                                                                    | н/д                             |
| 2022 | AVN Award          | Номинация | Иностранная исполнительница года                                                                                    | н/д                             |
| 2022 | AVN Award          | Номинация | Лучшая международная анальная сцена (вместе с Дорианом дель Ислой)                                                  | A Romantic Getaway (из Furious) |
| 2022 | AVN Award          | Номинация | Лучшая международная сцена группового секса (вместе с Акселем Ридом, Дорианом дель Ислой и Кларой Мией)             | Eiffel Thoughts                 |
| 2022 | Golden Adult Award | Победа    | Лучшая европейская сцена секса (вместе с Акселем Ридом, Дорианом дель Ислой и Кларой Мией)                          | Eiffel Thoughts                 |
| 2022 | XBIZ Europa Award  | Номинация | Лучшая сцена секса — гламкор (вместе с Георгом Улем, Дорианом дель Ислой и Киарой Лорд)                             | Swinging Below Decks            |
| 2023 | Fleshbot Award     | Номинация | Лучшая сцена группового секса (вместе с Лолли Дэймс, Лондон Ривер, Лоусоном Джонсом, Рэйчел Кавалли и Сарой Тейлор) | Detention Overload              |
| 2024 | XBIZ Award         | Номинация | Лучшая сцена секса — полнометражный фильм (вместе с Анной Клэр Клаудс и Чарльзом Дерой)                             | Love, Sex & Throuple Trouble    |

## Избранная фильмография
- 2017 — Madame Eva and Her Girls
- 2017 — Military Misconduct
- 2017 — Orgy for Cassie
- 2017 — Prisoner
- 2017 — The Masseuses
- 2018 — Help Me DP My Stepsister
- 2018 — The Flight Attendants
- 2019 — 4 on 1 Gang Bangs 13
- 2019 — 5 PM[18]
- 2019 — All Anal Action
- 2019 — Asshole Fever 20
- 2019 — My Personal Sex Trainer 2
- 2019 — Trick or Treat[19]
- 2020 — Make My Wife Cum 3
- 2021 — She’s the Boss 3

## Комментарии
1. ↑  Согласно данным официальных аккаунтов Pornhub и Modelhub.